# Johannes Wislicenus
Johannes Wislicenus (24 de junio de 1835 – 5 de diciembre de 1902) fue un químico alemán, famoso por su trabajo en el entonces naciente campo de la estereoquímica.

## Biografía
Hijo del teólogo protestante radical Gustav Wislicenus, Johannes nació el 24 de junio de 1835 en Kleineichstedt (ahora parte de Querfurt, Sajonia-Anhalt) en la provincia prusiana de Sajonia. Fue admitido en la Universidad de Halle en 1853 pero en octubre de 1853 emigró a los Estados Unidos con su familia. Durante un breve periodo fue asistente del químico de Harvard Eben Horsford antes de ser nombrado profesor del Instituto de Mecánica de Nueva York.
Regresó a Europa en 1856, donde continuó su formación en química bajo Wilhelm Heinrich Heintz en la Universidad de Halle. En 1860, empezó impartir clases en la Universidad de Zúrich y en el Instituto Politécnico Suizo y para 1868 era Profesor de Química en dicha universidad. En 1870, fue escogido como sucesor de Georg Städeler como Profesor de Química General en el Instituto Politécnico en Zúrich, reteniendo también el cargo de profesor en la Universidad de Zúrich.
En 1872 sucedió a Adolph Strecker en la cátedra de química de la Universidad de Wurzburgo, y en 1885 a Hermann Kolbe como Profesor de Química de la Universidad de Leipzig. Murió en esta última ciudad el 6 de diciembre de 1902.

## Obra
Para finales de la década de 1860 Wislicenus centró su trabajo en la investigación en química orgánica. Su trabajo en el ácidos lácticos isoméricos entre 1868 y 1872 resultó en el descubrimiento de dos sustancias con propiedades físicas diferentes pero con la una estructura química idéntica. Wislicenus llamó a este fenómeno "isomerismo geométrico". Se trata de la primera descripción de lo que hoy se conoce como isomería cis-trans, desaconsejando actualmente la IUPAC el uso del término acuñado por Wislicenus.
Posteriormente fue un difusor de la teoría del átomo de carbono tetraédrico de J. H. van't Hoff, creyendo que junto con la suposición de "fuerzas especialmente dirigidas o energías de afinidad" que determinan la posición relativa de átomos en la molécula, proporcionaba una explicación de la distribución espacial de átomos que podían ser constatadas experimentalmente.
Durante su estancia en Wurzburgo, Wislicenus desarrolló el uso de acetoacetato de etilo en síntesis orgánica.
Aun así, también estuvo activo en química inorgánica, encontrando una reacción para la producción de azida de sodio. La reacción, conocida como proceso Wislicenus, sigue siendo la base de la producción industrial del compuesto. Wislicenus fue también el primero en obtener ciclopentano en 1893.

## Premios
En 1898 Wislicenus recibió la medalla Davy de la Sociedad Real de Londres.